# Peter Shelley
Peter Shelley (Londen, 28 februari 1943 – Victoria (Brits-Columbia), 23 maart 2023)  was een Britse popzanger en songwriter uit de jaren 1970.

## Carrière
Shelley stapte in 1965 in de Britse muziekbusiness en werkte aanvankelijk als songpromotor met de muziekuitgever Chappell & Co. Daarna vervoegde hij zich bij EMI Music als persoonlijk assistent van de chef songwriter/producer Norman Newell. Zijn verantwoordelijkheden omvatten verschillende hoedanigheden als muziek-coördinatie, productie en administratie. Hij begeleidde diverse bescheiden opnamesessies voor Newell in de Abbey Road Studios en leerde zodoende de basis van de platenproductie.
Later ging hij naar Decca Records als talentscout en ontdekte voor het label Amen Corner, Ten Years After en Giles, Giles & Fripp, de kern van een band die later King Crimson zou heten. Shelley werkte met Dick Rowe en Ivor Raymonde en begon uiteindelijk te schrijven en te produceren voor het label. Hij verliet Decca Records in 1968 als onafhankelijk schrijver/producent en werkte met andere producenten als Ben Findon en Marty Wilde. Hij had verschillende kleine Europese singlehits tijdens deze periode.
In 1973 richtte Shelley Magnet Records op met Michael Levy. Shelley's functie was directeur van A&R en die van Levy president/algemeen manager/administrateur. Shelley schreef, produceerde en zong op de eerste uitgave van Magnet Records My coo ca choo van Alvin Stardust met een 2e plaats in de Britse hitlijst.
Eerder verschenen als de originele Alvin Stardust bij de tv-show Lift Off with Ayshea, was Shelley verbaasd toen de single rechtstreeks in de hitlijst van de volgende week kwam. Hoe het ook zij, toen hij geen zin had om zijn creatie aan te passen, gingen hij en Levy akkoord dat als deze act meer dan alleen een eendagsvlieg zou worden, dat er dan een uiterlijk en optreden als Alvin Stardust werd verwacht. Shane Fenton werd gekozen om de rol te vervullen en verscheen bij Top of the Pops in dezelfde week dat de song de top 30 binnen kwam in november 1973. Shelley vervolgde het schrijven en produceerde een serie hits voor Stardust.
Als artiest had Shelley hits met Gee Baby en Love Me Love My Dog. Vanaf 1975 werd Magnet Records een van de meest succesvolle onafhankelijke Britse platenlabels onder Shelley's creatieve leiding. Hij bezorgde ook de Guys 'n' Dolls en Chris Rea een contract bij het label. Shelley werd in 1975 bedacht met de Ivor Novello Award voor zijn bijdragen aan de Britse muziekbusiness. Hoe dan ook, los van de verschillen tussen Levy en hemzelf, nam Shelley eind 1975 afscheid van Magnet Records om een onafhankelijke carrière na te streven.

## Robotman
Tijdens deze periode schiep hij de figuur Robotman, nam op en produceerde een geanimeerde muziekvideo van de song I Wanna Be Your Robotman, met Shelley als de leadzanger. Shelley ten slotte toonde de figuur aan United Media Syndicate of New York, waarmee een gezamenlijk contract werd gesloten om Robotman verder te ontwikkelen als een stripverhaal en een muzikaal krachtig, gerechtigd bezit. Het stripverhaal Robotman werd een onmiddellijk succes, gevolgd door een verschijning in de Macy's Day Parade in 1985 en een uur durend Robotman and Friends Network tv-special met Shelley's songs.
Zijn zoon John Southworth is een Canadese popzanger/songwriter.

## Discografie

### Singles
- 1971: Let It Ride gezongen door Hard Horse, D'ART
- 1974: Attack Attack, gezongen door Yellow Bird (Peter Shelley en Marty Wilde)
- 1974: Gee Baby - Magnet Records
- 1975: Love Me Love My Dog - Magnet Records
- 1975: Little Julie/I'm Flying - Magnet Records